# Ronde de l'Isard d'Ariège 2010
La Ronde de l'Isard 2010 a eu lieu du 20 au 23 mai 2010. La course est inscrite au calendrier de l'UCI Europe Tour 2010, en catégorie 2.2U et est réservée au coureurs de moins de 23 ans. Elle est remportée par le Belge Yannick Eijssen, de l'équipe PWS Eijssen.

## Participants
Dix-huit équipes participent à cette édition de la Ronde de l'Isard :
- 3 équipes continentales : les équipes belges Telenet-Fidea, Jong Vlaanderen-Bauknecht, et l'équipe espagnole Orbea
- 10 équipes de club françaises : GSC Blagnac, Entente Sud Gascogne, le Chambéry CF, Côtes d'Armor-Marie Morin, CR4C Roanne, CC Étupes, VC La Pomme Marseille, Albi Vélo Sport, Sojasun espoir-ACNC, Vendée U
- 2 équipes de club belges : PWS Eijssen, Beveren 2000
- 2 sélections nationales : Allemagne, États-Unis
- une sélection régionale : Comité de Normandie

## Récit de la course
La première étape est au départ de Toulouse.

## Classements des étapes
| Étape     | Date   | Villes étapes             | km       | Vainqueur d'étape    | Leader du classement général |
| 1re étape | 20 mai | Toulouse - Saint-Gaudens  | 176 km   | Jérôme Cousin        | Jérôme Cousin                |
| 2e étape  | 21 mai | Saverdun - Mazères        | 175,5 km | Ramūnas Navardauskas | Jérôme Cousin                |
| 3e étape  | 22 mai | Mongaillard - Ax-Bonascre | 149,1 km | Yannick Eijssen      | Yannick Eijssen              |
| 4e étape  | 23 mai | Muret - Saint-Girons      | 163,8 km | Romain Bardet        | Yannick Eijssen              |

## Classement général final
| 1. | Yannick Eijssen      | PWS Eijssen           | en | 16 h 30 min 06 s |
| 2. | Nicolas Capdepuy     | Entente Sud Gascogne  | +  | 50 s             |
| 3. | Andrew Talansky      | États-Unis            |    | 1 min 01 s       |
| 4. | Yoann Barbas         | Chambéry CF           |    | 1 min 03 s       |
| 5. | Ramūnas Navardauskas | VC La Pomme Marseille |    | 1 min 04 s       |